# Plesiopiuka simplex
Plesiopiuka simplex – gatunek pająka z rodziny skakunowatych i podrodziny Heliophaninae, jedyny z monotypowego rodzaju Plesiopiuka.

## Taksonomia
Rodzaj i gatunek typowy opisane zostały po raz pierwszy w 2010 roku przez Gustava R.S. Ruiza na łamach „Zootaxa”. Jako lokalizację typową wskazano Rio Tarumã-Mirim w gminie Manaus w brazylijskim stanie Amazonas.

## Morfologia
Holotypowy samiec ma ciało długości 3,4 mm przy karapaksie długości 1,75 mm, szerokości 1 mm i wysokości 0,55 mm, natomiast paratypowa samica ma ciało długości 3,45 mm przy karapaksie długości 1,6 mm, szerokości 0,9 mm i wysokości 0,47 mm. Ciało jest lekko wydłużone i spłaszczone. Karapaks jest prostokątny w zarysie, jasnobrązowy ze śródgrzbietowym paskiem białych łusek oraz wąskim paskiem białych łusek przy brzegach. Po bokach przedniej części karapaksu leżą pola ziarenkowanego oskórka. Nadustek porastają białe łuski. Jasnobrązowe szczękoczułki mają po dwa zęby na przednich krawędziach bruzd i po jednym na krawędziach tylnych. Barwa zaokrąglonych szczęk, wargi dolnej i sternum jest jasnobrązowa. Nogogłaszczki są jasnobrązowe u samca, a żółte u samicy. U samca odnóża pary pierwszej są beżowe, a par pozostałych żółte, u samicy zaś wszystkie pary są żółte. Kolejność ich par od najdłuższej do najkrótszej to IV, I, III, II. Odnóża pierwszej pary odznaczają się obecnością w odsiebnej części uda trzech zmodyfikowanych do celów strydulacyjnych szczecinek wyrastających po przednio-bocznej stronie. Kolor opistosomy (odwłoka) jest kremowy z jasnobrązowymi łuskami i środkowym pasem podłużnym z łusek białych, a u samca ponadto z wąskimi paskami bocznymi z łusek białych. Kądziołki przędne są jasnobrązowe.
Genitalia samicy cechują się płytką płciową o środkowo umieszczonej kieszonce tylnej oraz wulwą o krótkich przewodach kopulacyjnych i niewyodrębnionych spermatekach. Nogogłaszczki samca mają wklęśnięcie na przednio-bocznej powierzchni uda, krótką i osadzoną na zaokrąglonym wzgórku apofizę retrolateralną goleni, wystającą tylną część tegulum oraz krótki, wyrastający ze środka przednio-bocznej części tegoż embolus.

## Rozprzestrzenienie
Gatunek neotropikalny, południowoamerykański, endemiczny dla stanu Amazonas w Brazylii.